# زعاتره
زعاتره یک منطقهٔ مسکونی در الجزایر است که در زموری واقع شده‌است. زعاتره ۴ کیلومتر مربع مساحت دارد ۱۸۰ متر بالاتر از سطح دریا واقع شده‌است.